# Земледельцы (пьеса)
«Земледельцы» (др.-греч. Γεωργοί) — комедия древнегреческого драматурга Аристофана, дата постановки которой неизвестна. Учитывая, что в сохранившихся репликах персонажей высказываются надежды на мир, антиковеды полагают, что пьеса могла быть написана вскоре после победы афинян над спартанцами при Пилосе в 425 году до н. э. Текст комедии практически полностью утрачен, сохранился только ряд коротких фрагментов, процитированных более поздними античными и средневековыми авторами (фрг. 20—31). В одном из них содержится пародия на хоровую партию из трагедии Еврипида «Кресфонт» (тоже утраченной).